# Hijos de Acosvinchos
Club Deportivo Hijos Mutuos de Acosvinchos – peruwiański klub piłkarski z siedzibą w mieście Lima, stolicy państwa.

## Historia
Hijos de Acosvinchos założony został w 1946 roku. W roku 2007 klub dotarł do finału Copa Perú, w którym przegrał z klubem Total Clean (po 0:2 na wyjeździe tylko 1:0 u siebie). Total Clean awansował do pierwszej ligi (Primera división peruana), a Hijos de Acosvinchos jako wicemistrz turnieju awansował do drugiej ligi (Segunda división peruana).

## Osiągnięcia
- Mistrz drugiej ligi dystryktu Ate: 2000
- Mistrz pierwszej ligi dystryktu Ate: 2001, 2002, 2003, 2005
- Mistrz Limy (Campeón Interligas de Lima Metropolitana): 2005
- Mistrz prowincji Lima: 2006
- Mistrz regionu Lima: 2006
- Wicemistrz Copa Perú: 2006